# Kim Wexler
Kimberly "Kim" Wexler es un personaje ficticio de la serie de televisión estadounidense de AMC Better Call Saul, la serie derivada de Breaking Bad. Kim es interpretada por Rhea Seehorn, y fue creada por Vince Gilligan y Peter Gould. Es abogada, confidente e interés amoroso de Jimmy McGill, con quien se casa más tarde.
La caracterización de Kim y la actuación de Seehorn han recibido elogios de la crítica, lo que le valió una nominación al premio Primetime Emmy a la mejor actriz de reparto en una serie dramática.

## Concepción y desarrollo

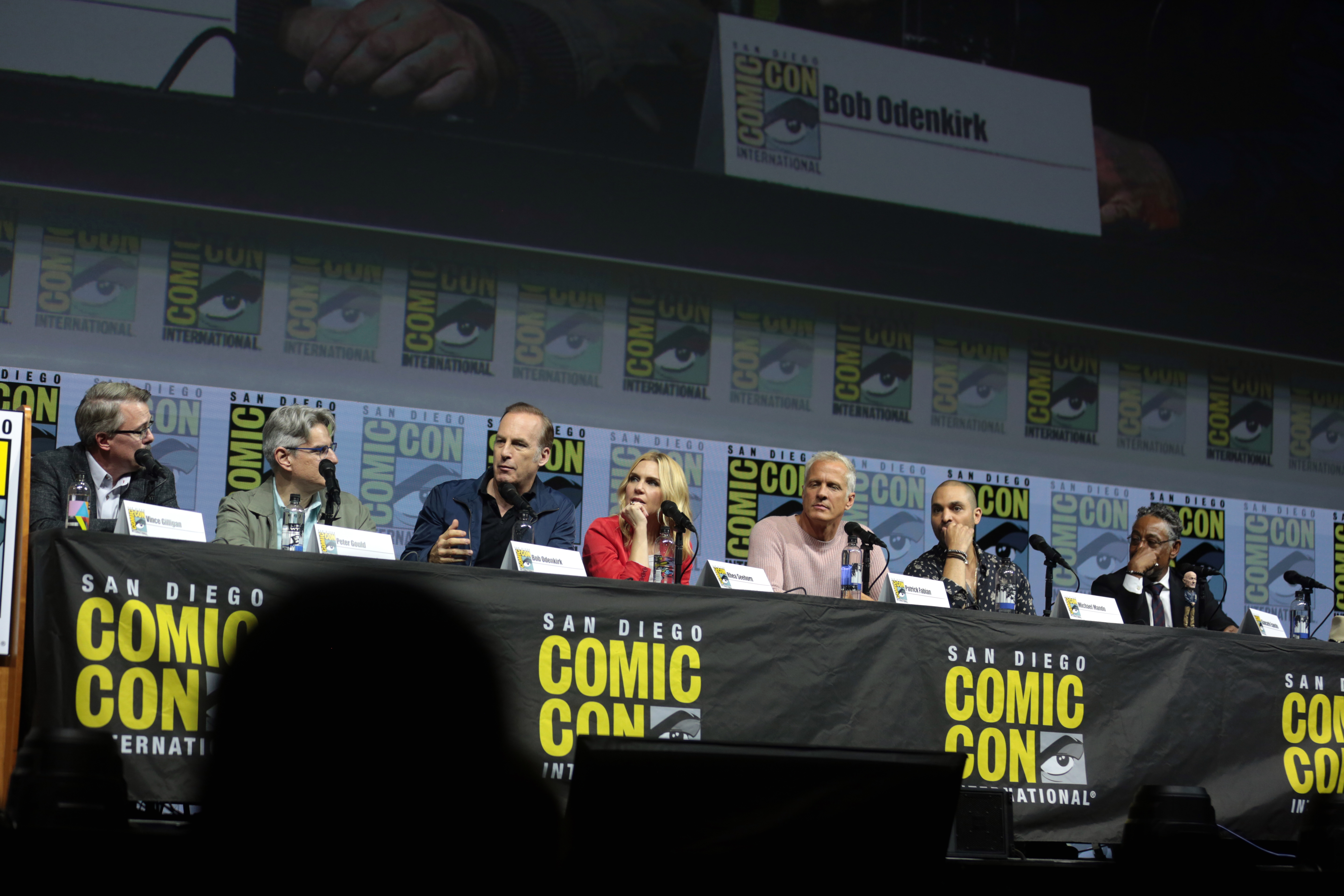
Vince Gilligan, Peter Gould, Bob Odenkirk, Rhea Seehorn, Patrick Fabian, Michael Mando y Giancarlo Epsosito hablando en el Congreso Internacional del Comic de San Diego en 2018.

Al escribir el piloto de Better Call Saul, los creadores Vince Gilligan y Peter Gould habían incluido el personaje de Kim, pero como ella era un personaje fresco para la historia de Breaking Bad comparado con Jimmy McGill / Saul Goodman o Mike Ehrmantraut, aún no habían establecido ningún plan para ella. Gilligan dijo que la habían escrito como «quizás un interés amoroso en tiempo pasado, o un potencial interés amoroso en tiempo futuro», y posiblemente desapareciendo de la vida de Jimmy más tarde, y originalmente una «influencia temperamental» para este, pero no tenían idea de a dónde más llevarían su personaje. Rhea Seehorn hizo una audición y obtuvo el papel en abril de 2014, unos dos meses antes de que se rodara el piloto. Según la directora de audición Sharon Bialy, habían usado dos escenas falsas para mantener el proyecto de alto perfil en secreto, y cuando Seehorn audicionó y les impresionó con ambas escenas, solo entonces dieron el siguiente paso y explicaron el verdadero propósito de la audición. Seehorn fue capaz de adaptarse a este cambio en el papel de Kim en una sola toma.
El piloto tuvo dos escenas con Kim, una que involucra su asesoramiento a Jimmy después de que Howard Hamlin lo regañe. La escena tal como estaba escrita tenía una dirección mínima, pero Seehorn, al prepararse para el rodaje, vio una serie de sutilezas en la escena que sugerían que ella conocía a Jimmy íntimamente, que tenía límites, y que estaba acostumbrada a limpiar después de los errores de Jimmy. También sintió en esta escena que Kim prefería escuchar antes de hablar y usar eso como una posición de poder. Los escritores vieron cómo Seehorn actuó la escena y se dieron cuenta de cuánto más definía al personaje en el futuro, alguien que priorizaba el trabajo y ponía límites a su relación con Jimmy pero que aun así se preocupaba por él. Gilligan consideró que la actuación continua de Seehorn como Kim era esencial para su desarrollo. Seehorn ya se había hecho una idea de que Kim disfrutaba participando en las estafas de Jimmy, un hecho establecido en el guion del cuarto episodio de la primera temporada, «Hero», pero que Seehorn aún no había visto. Seehorn pudo usar sonrisas muy sutiles para indicar el aprecio de Kim por Jimmy durante ese episodio, que Gould dijo: «La forma en que la interpretó se sintió tan bien que nos dio una fuerte sensación de hacia dónde íbamos con ella».
Con este cambio, los escritores vieron que Kim ya no era tan moral como se había planeado y le dieron un lado más oscuro que surgió de su infancia, algo que le dio un chip en el hombro que la haría ceder a enfoques más poco éticos si lograba hacer el trabajo, y por lo tanto uno que fácilmente cayó en el trabajo junto a Jimmy en sus estafas después de luchar contra su naturaleza reacia a unirse. Gould llamó a esto «La conexión emocional entre estos dos personajes tuvo un tirón gravitacional que comenzó a torcer toda la historia». Esto también alteró drásticamente la dirección en la que llevaron la transformación de Jimmy a Saul. El final de la primera temporada, «Marco», muestra a Jimmy alejándose de un trabajo potencial en la firma de abogados Davis & Main que Kim había establecido para él. La segunda temporada iba a continuar con Jimmy renunciando al trabajo, pero debido a que los escritores querían incluir a Kim más basada en la actuación de Seehorn, alteraron esto para mostrar a Jimmy regresando y aceptando el trabajo por el bien de Kim.
Durante las dos primeras temporadas, Kim raramente era vista sin un traje de negocios o una cola de caballo ajustada, una elección hecha entre Seehorn, Gilligan, Gould y la estilista Trish Almeida para mostrar que Kim era «todo negocios». En la tercera temporada, Kim sufre un accidente de coche, rompiéndose un brazo, lo que en realidad le dificultaría poner su pelo en una cola de caballo sin un esfuerzo significativo. En este punto, mientras el personaje de Kim comenzaba a desenredarse, Almeida y Seehorn usaron la tensión de la cola de caballo como una señal implícita de la confusión interna de Kim: cuando estaba ajustada, Kim estaba concentrada en su trabajo, pero si estaba suelta, significaba que estaba luchando con la tristeza y la preocupación.
Gilligan llamó al arco de Kim a través de la quinta temporada una «tragedia inminente», ya que sus acciones casi ilegales son hacia un «comportamiento autodestructivo». Katie Beth Hall interpreta a una joven Kim en una analepsis en «Wexler v. Goodman».

## Biografía

### Antecedentes
Nacida en 1968 (según su licencia de conducir en «JMM»), Kim se crio en varios pueblos de Nebraska, incluyendo Red Cloud, pero es intencionalmente vaga sobre su pasado. En una analepsis en «Wexler v. Goodman», se muestra que Kim se volvió autosuficiente en su adolescencia debido al alcoholismo de su madre. En «The Guy for This», ella afirma que cuando era niña, su madre los movía frecuentemente de un lugar a otro para mantenerse un paso adelante de los propietarios a los que debían el alquiler atrasado, y nunca tuvo un lugar al que llamar hogar ella misma. Kim afirma además que se mudó a Albuquerque debido a las limitadas oportunidades disponibles en su ciudad natal. Kim trabajó en la sala de correo de Hamlin, Hamlin y McGill (HHM), donde Howard Hamlin y Chuck McGill eran socios principales. El hermano menor de Chuck, Jimmy, trabajaba en la sala de correo debido a la insistencia de Chuck en que trabajara en un empleo legítimo y se deshiciera de su pasado de estafador. Con HHM prestándole el dinero para pagar la escuela de derecho, completó su educación y luego se unió a la firma como asociada.
Tras ser admitida en el Colegio de Abogados, Kim se convirtió rápidamente en una de las mejores abogadas de HHM, y su éxito inspiró a Jimmy a asistir en secreto a una escuela de derecho a distancia y convertirse en abogado. Con su estímulo, Jimmy comenzó a ejercer en solitario después de que HHM decidiera no contratarlo como asociado. Durante el período previo a los acontecimientos de Better Call Saul, se demuestra que Kim y Jimmy han desarrollado una estrecha relación personal, que finalmente se convierte en romántica.

### Temporada 1
En el presente del programa (2002), Jimmy está enojado por la forma en que Chuck y Howard lo han tratado, ha tenido roces con HHM, incluyendo el robo de un caso de ellos y la colocación de un anuncio publicitario de su firma que copia el aspecto de la de Howard, los colores y el logotipo de HHM. Kim sigue las indicaciones de Howard para hablar con Jimmy, pero encuentra interesante el uso que Jimmy hace de los juegos de estafa. Jimmy sugiere que ella debería dejar HHM y establecer una firma con él pero ella cita su lealtad a HHM como su razón para declinar, Al igual que Jimmy, se involucra en el caso de los Kettleman, un matrimonio acusado de malversación de fondos, buscando asesorarlos en su defensa; sin embargo despiden a HHM y contratan a Jimmy después de que Kim intenta que acepten un acuerdo de culpabilidad que incluye un tiempo en la cárcel para Craig, haciendo que Kim sea relegada a revisión de documentos por perderlos, aunque recupera su puesto cuando Jimmy ayuda a que el matrimonio acepte el acuerdo. Cuando Jimmy comienza a tener éxito asesorando a ancianos, Kim lo incentiva a continuar su practica enfocándose en ese grupo, acrecentándose cuando Jimmy presenta a la firma una demanda colectiva potencialmente multimillonaria contra las comunidades de jubilados de Sandpiper, solo para que Chuck utilice a Howard para bloquear la participación de Jimmy en el caso. Cuando el caso crece en tamaño, HHM recurre a los servicios de otra firma, Davis & Main, y Kim les recomienda a Jimmy por su familiaridad con el caso y su relación con los clientes. Su recomendación resulta en que a Jimmy le ofrezcan un puesto de asociado en D&M.

### Temporada 2
Jimmy es reacio a aceptar el trabajo en Davis & Main, y se esconde en un hotel de lujo usando un nombre falso y una tarjeta de crédito robada. Kim lo rastrea e intenta convencerlo de que acepte el trabajo. En lugar de eso, Jimmy la trae en una estafa, convenciendo a otro cliente del hotel para que pague una botella de tequila cara. La estafa es un éxito, y pasan la noche juntos; Kim se queda con el elaborado tapón de la botella como recuerdo.
Jimmy acepta el trabajo de Davis & Main y trabaja con Kim en la demanda de Sandpiper. Jimmy elude la ley al solicitar a los residentes de Sandpiper que se conviertan en demandantes, creando el potencial para dañar la reputación de Davis & Main entre sus clientes más conservadores. Más tarde, prepara un anuncio de televisión para atraer a más demandantes, y lo emite sin la aprobación de sus superiores de D&M. Kim lo cubre en HHM, manchando aún más su reputación. Las consecuencias de las acciones de Jimmy hacen que Kim pierda temporalmente su posición dentro de la firma, siendo reducida a un trabajo de revisión de documentos de nivel básico. Jimmy se ofrece a dejar Davis & Main si eso ayuda a restaurar la posición de Kim, pero ella insiste en reclamar su posición en la firma por su cuenta. Kim contacta a profesionales con la esperanza de obtener un nuevo cliente importante para HHM, y logra convencer a un gran banco regional, Mesa Verde, para retener a HHM como consejero externo. Howard está feliz de tener el negocio, pero le niega el crédito a Kim. Reducida a un trabajo sin sentido, como argumentar mociones imposibles de ganar en la corte, la habilidad de Kim atrae la atención de Richard Schweikart, un socio de Schweikart & Cokely (S&C). Schweikart le dice a Kim que HHM no aprecia su talento y le ofrece un puesto en su firma. Kim considera la oferta mientras está sentada en un bar, y comienza a hablar con un hombre que reconoce como un objetivo potencial. Llama a Jimmy para que se le una, y completan con éxito otra estafa, seguida de otra noche juntos. Kim decide dejar HHM y establecer su propia firma con Jimmy, formándola en solitario en la misma oficina para que puedan compartir los gastos. Kim intenta traer a Mesa Verde con ella, y parece tener éxito, pero Chuck los lleva de nuevo a HHM. Sabiendo que Kim quiere Mesa Verde, Jimmy manipula documentos importantes en una de las presentaciones de Chuck en nombre del banco. Las inconsistencias en los documentos en una reunión de la junta bancaria estatal ponen en duda la competencia de Chuck. Mesa Verde firma con Kim, y Chuck se obsesiona con probar el sabotaje de Jimmy. Kim infiere la culpabilidad de Jimmy, y le dice que si hay alguna evidencia, Chuck la encontrará. Jimmy se da cuenta de que el empleado de la tienda de fotocopias donde alteró los documentos puede identificarlo, así que va a la tienda a comprar el silencio del empleado.

### Temporada 3
Chuck se obsesiona cada vez más con probar el sabotaje de Jimmy y lo engaña para que haga una declaración incriminatoria, que Chuck graba. Al enterarse por Ernesto de la grabación, Kim aconseja a Jimmy que espere y vea lo que Chuck pretende hacer con ella, pero Jimmy entra en la casa de Chuck para enfrentarse a él, lo que hace que arresten a Jimmy; este se enfrenta a una investigación, y la estrategia de Kim y Jimmy de exponer la hipersensibilidad electromagnética de Chuck como una enfermedad psicosomática desacredita su testimonio. Jimmy es suspendido de ejercer la abogacía por un año, pero no es inhabilitado. La paranoica actuación de Chuck como testigo degrada su reputación profesional, y HHM pierde prestigio en la comunidad legal de Albuquerque. Mientras Jimmy intenta varias formas de generar ingresos para que Kim y él puedan mantener su oficina compartida, Kim toma un segundo cliente. Corriendo a una reunión después de dormir poco, ella choca su auto y se rompe el brazo. Para ahorrar dinero, Kim y Jimmy rompen el contrato de arrendamiento de su oficina y Kim practica desde su casa, mientras que Jimmy la ayuda con las actividades cotidianas porque su brazo está enyesado durante su recuperación. Howard obliga a Chuck a salir de HHM, y un Chuck cada vez más errático provoca un incendio en su casa derribando una linterna de campamento, pero no hace ningún intento de salir.

### Temporada 4
Después del suicidio de Chuck, Kim intenta sin éxito sacar a Jimmy de su estado de ánimo abatido. Howard les dice que cree que su decisión de forzar el retiro de Chuck de HHM después de que sus tasas de seguro de mala praxis subieron llevó a la muerte de Chuck. Jimmy oculta su papel como causante del aumento de las tarifas, permite que Howard cargue con la culpa y recupera su habitual comportamiento alegre y afortunado. Desconociendo las acciones de Jimmy, Kim reprende a Howard por maltratarlo. Kim trabaja en la rápida expansión regional de Mesa Verde, pero está cada vez más aburrida de la ley bancaria, por lo que comienza a tomar casos de defensa criminal pro bono, que encuentra más interesantes y satisfactorios. Después de ser reprendida por Paige por poner su trabajo pro bono por delante del de Mesa Verde, Kim convence a Schweikart & Cokely para que la contraten como socia para dirigir una nueva división bancaria, lo que le permite manejar el trabajo de Mesa Verde mientras sigue dedicando tiempo y esfuerzo a los casos de defensa criminal. Con su carrera cada vez más exitosa, se aleja más de Jimmy, que tiene un trabajo aburrido como gerente de una tienda de teléfonos celulares mientras cumple con la suspensión de su licencia de abogado.
En 2004, Jimmy tiene un lucrativo negocio secundario de reventa de teléfonos celulares prepagos en la calle bajo el alias de Saul Goodman, y contrata a Huell Babineaux como su guardaespaldas. Huell tiene un encontronazo con un oficial de policía, que lo arresta, y Jimmy convence a Kim de que lo defienda para evitar que reciba una sentencia de prisión. Al no poder convencer a la fiscal de que acepte un acuerdo de culpabilidad, Kim y Jimmy hacen una estafa para fingir una muestra de apoyo a Huell en su ciudad natal. Mantienen a Huell fuera de la cárcel, y luego se involucran en una estafa que permite a Kim reemplazar los planos aprobados para una sucursal de Mesa Verde en Lubbock (Texas) por planos para un edificio más grande, ahorrando tiempo y gastos al pasar por alto los procesos de zonificación, planificación y aprobación de permisos de construcción de la ciudad. Después de que su suspensión termina, Kim ayuda a Jimmy a ganar su reincorporación al Colegio de Abogados fingiendo remordimiento por la muerte de Chuck. Promete hacer justicia al nombre McGill, pero después de ganar la reincorporación, Kim se sorprende al anunciar que no tiene intención de ejercer con su propio nombre. Mientras Kim le pregunta a Jimmy sobre su plan, él le dice «S'all good, man!» (en español, «¡Está todo bien, hombre!») y le hace su característico gesto de pistola de dedos mientras se va.

### Temporada 5
Jimmy le dice a Kim que su alias «Saul Goodman» le da una base de clientes preparada para una práctica de derecho penal. Kim continúa equilibrando su carga de trabajo entre la defensa penal pro bono y los negocios de Mesa Verde. Cuando Jimmy sugiere que Kim use una estafa para convencer a un cliente pro bono para que acepte un acuerdo de culpabilidad, ella inicialmente le pide que la deje en paz, pero más tarde se encuentra usando la estafa en el cliente, y se siente avergonzada por ello. Le pide a Jimmy que se mantenga alejado de su trabajo, lo cual acepta hacer. Más tarde, Mesa Verde le pide a Kim que le ayude a tratar con Everett Acker, un anciano que se niega a dejar su casa en un terreno arrendado al banco para dar paso al centro de llamadas previsto por el banco. Acker rechaza los intentos del banco de llegar a un acuerdo y Kim encuentra simpatía por él. Cuando no puede convencer al banco de que cambie sus planes, le pide a Jimmy que represente a Acker y haga un caso. Encuentran información potencial de chantaje sobre el presidente del banco, pero Kim decide no usarla. Rich Schweikart sugiere que Kim se retire de los negocios de Mesa Verde porque su corazón no está en ello, pero ella se niega airadamente. Kim ofrece a Jimmy un acuerdo de USD 75 000 por Acker, prometiendo pagar personalmente la diferencia entre esa cifra y lo que Kevin Wachtell, presidente de Mesa Verde, acuerde. Jimmy está de acuerdo, pero en la reunión para finalizar el acuerdo, hace uso de la información de chantaje que Kim se negó a usar y de la alta estima que Kevin tiene por su padre para coaccionar a Kevin a llegar a un acuerdo más favorable para Acker. Kim le dice a Jimmy que está disgustada porque la convirtió en la «tonta» de su estafa y dice que debido a la falta de confianza necesitan separarse o casarse para poder disfrutar del privilegio conyugal.
Jimmy y Kim se casan en una ceremonia simple en el juzgado. Kim descubre que Kevin sigue dispuesto a tener a Kim como abogada externa de Mesa Verde a pesar de que Jimmy representa a Acker. Se le pide a Jimmy que represente a Lalo Salamanca, un miembro del cártel mexicano que fue arrestado bajo un alias por asesinato. Jimmy le cuenta a Kim como prueba de su nueva relación, y ella aprecia su honestidad así como su intención de no luchar por la liberación de Lalo bajo fianza. Gus Fring desea la liberación de Lalo y arregla que Mike Ehrmantraut le proporcione a Jimmy la información que utiliza para persuadir a un juez para que le conceda la libertad bajo fianza, que el juez fija en USD 7 millones en efectivo. Lalo convence a Jimmy de que recoja el dinero de un lugar remoto, pagándole USD 100 000 por el trabajo. Kim le advierte a Jimmy de que no sea un «cobrador» del cártel, pero Jimmy acepta el trabajo de todas formas, creyendo que es un simple recado. Mientras regresa con el dinero, Jimmy es atacado por hombres armados. Mike estaba rastreando a Jimmy para Gus, y mata a todos los atacantes menos a uno. El coche de Jimmy se avería y lo empujan a un lado de la carretera y continúan un viaje de dos días a través del desierto con el dinero. En el segundo día matan al atacante restante, llegan a una parada de camiones y contactan con Gus para pedirle ayuda. Cuando Jimmy no regresa como estaba previsto, Kim se hace pasar por la abogada de Lalo, lo visita en la cárcel y pregunta por la ubicación de Jimmy. Lalo se niega a decírselo y dice que Jimmy estará bien porque es un sobreviviente.
Jimmy paga la fianza y se reúne con Lalo después de su liberación. Como Jimmy y Mike acordaron, dice que su coche se averió y caminó solo a través del país para no arriesgarse a perder el dinero. Lalo acepta esto y se prepara para salir hacia México al día siguiente. Jimmy le cuenta a Kim la misma historia, pero ella se da cuenta de que está mintiendo después de ver que guardó su taza de café, que tiene un agujero de bala. Kim le dice a Jimmy que estará lista para escuchar la verdad cuando él esté listo para revelarla. Se queda en casa al día siguiente para atender las heridas de Jimmy y ayudarle a sobrellevar el trauma, pero Jimmy opta por ir al juzgado a trabajar. Kim regresa a S&C, pero su mente divaga, y decide renunciar en el acto, dejando Mesa Verde con S&C pero llevando sus casos pro bono. Esa noche, Jimmy y Kim discuten sobre su decisión de renunciar. Mike los llama para advertirles sobre Lalo, quien buscó el auto de Jimmy en lugar de regresar a México. Cuando Lalo llega al apartamento de Kim, le pide a Jimmy que repita la historia de su viaje por el desierto varias veces, y luego revela que encontró agujeros de bala en el coche de Jimmy. Kim le dice a Lalo que probablemente transeúntes dispararon al coche por diversión, y lo regaña por no confiar en Jimmy. Lalo parece satisfecho y se va.
Kim y Jimmy van a un hotel para que Lalo no los encuentre si regresa. Jimmy le dice a Kim la verdad de lo que pasó en el desierto y se pregunta en voz alta si estar con él es malo para ella, lo cual ella niega. Al día siguiente, Kim va al juzgado para conseguir más casos pro bono del defensor público. Se encuentra con Howard y le dice que dejó S&C. Howard asume que Jimmy es responsable y le cuenta sobre la reciente campaña de acoso de Jimmy contra él. Kim se ríe, dice que es capaz de tomar sus propias decisiones y le dice que él no entiende a Jimmy. Howard responde con enfado que Chuck era el que mejor entendía a Jimmy. En la habitación del hotel esa noche, Kim le cuenta a Jimmy su conversación con Howard y en su enojo sugiere continuar la campaña de acoso que Jimmy inició. A medida que la noche continúa, las sugerencias de Kim se vuelven más serias y sugiere que descarrilen la carrera de Howard para forzar una resolución del caso Sandpiper, lo que permitirá a Jimmy cobrar antes su parte de siete cifras del acuerdo. Jimmy aconseja en contra y pregunta a Kim si está segura de que quiere seguir adelante, así que Kim repite el gesto de la pistola de dedo como una señal de que está segura de proceder contra Howard.

### Temporada 6
Jimmy y Kim comienzan su plan de varios pasos para avergonzar a Howard en una próxima reunión de mediación y obligar a HHM a renunciar a un largo período de negociación de un acuerdo y, en cambio, llegar a un acuerdo antes para que Jimmy pueda obtener su dinero. El plan consiste en dar pistas de que Howard es un consumidor de cocaína a sus socios comerciales como Cliff Main y a sus clientes. 
Durante su plan, Kim descubre que la están siguiendo, pero termina conociendo a Mike, quien explica que tiene hombres que la vigilan a ella y a Jimmy, ya que Gus sospecha que Lalo puede estar vivo y puede venir a buscar venganza, pero le asegura que se quedarán para protegerla. Kim opta por no decírselo a Jimmy, creyendo que renunciaría a su plan contra Howard si supiera que Lalo está vivo. Además, durante un almuerzo planeado con Cliff, Cliff le ofrece a Kim la oportunidad de tener su trabajo pro bono financiado por una fundación, aunque esto sucederá el día de la mediación con Sandpiper. Ese día, Kim comienza a dirigirse hacia Santa Fe para reunirse con Cliff y la fundación, pero Jimmy la llama desesperadamente, ya que las tomas escenificadas que involucran al mediador no incluyen su reciente lesión en el brazo. Kim abandona la reunión para asegurarse de que se completen los cambios de última hora en su plan. 
Como estaba planeado, Howard es tachado como un consumidor de drogas y acusa al mediador de trabajar con Jimmy, lo que obliga a Cliff a aceptar la oferta de liquidación inmediata de Sandpiper antes de que se reduzca aún más. Esa noche, mientras Kim y Jimmy celebran, Howard entra en su apartamento, plenamente consciente de que estaban detrás de los hechos. Mientras los aborda por crear estas situaciones sin temor a las consecuencias, Lalo aparece como parte de su propio plan para sacar a Gus a la luz. Kim insta a Howard a que se vaya de inmediato, pero Lalo lo mata antes de que pueda. Luego obliga a Jimmy y Kim a ayudar a atraer a Gus, manteniendo a Jimmy atado mientras obliga a Kim a ir y dispararle al doble del cuerpo de Gus. Gus deduce de las acciones de Kim lo que quiere Lalo y finalmente le dispara en el laboratorio de metanfetamina parcialmente construido. Mike les indica a Jimmy y Kim que se ocupen de sus asuntos con normalidad y que no mencionen una palabra de estos eventos, ya que Lalo ha sido tratado. Ella y Jimmy asisten al funeral de Howard, donde se ve obligada a cubrir a Jimmy una vez más con su esposa Cheryl. Abrumada por la culpa, Kim deja el colegio de abogados y hace las maletas; cuando Jimmy llega a casa, ella le dice que si bien todavía lo ama, los dos juntos lastiman a muchos de los que los rodean y se va. 
Tras el quiebre, Jimmy desciende completamente a la personalidad de Saul Goodman. Después de que firman su divorcio (después del cual Kim convence a Jesse Pinkman de que confíe en él como abogado, lo que sin darse cuenta pone en marcha los eventos de Breaking Bad), Kim rechaza su parte del acuerdo del caso Sandpiper y se muda a Titusville, Florida. Eventualmente encuentra a otro compañero romántico, Glen, se tiñe el cabello y comienza a trabajar en Palm Coast Sprinklers mientras vive una pintoresca vida suburbana. 
En 2010, con Jimmy escondido y ahora residiendo como "Gene Takavic" en Omaha, Nebraska, Jimmy se entera por Francesca que Kim la llamó desde Florida para preguntarle cómo estaba Jimmy. Jimmy la llama al trabajo para hablar con ella y hacerle saber que está vivo, pero se enfurece cuando ella le dice que se entregue y le cuestiona sobre si Lalo, Mike y Gus están muertos, por qué no se entrega ella también por lo que le pasó a Howard. Luego, Kim vuela de regreso a Albuquerque y visita a Cheryl, presentando una confesión mecanografiada del plan de ella y Jimmy contra Howard y la verdadera causa de su muerte. Kim señala que presentó la declaración jurada a la oficina del fiscal de distrito, pero que probablemente no enfrentará un proceso judicial debido a la falta de pruebas físicas o testigos (aparte de Jimmy) en el caso. Más tarde, Kim rompe a llorar en un autobús. 
De vuelta en Florida, Kim comienza impulsivamente a trabajar como voluntaria en una firma local de servicios legales pro bono. La fiscal de distrito de Albuquerque, Suzanne Ericsen, la llama para advertirle sobre el arresto de Saul y el próximo testimonio que podría afectarla. Ella asiste al juicio de Saul y observa cómo él confiesa todos sus crímenes y su papel indispensable en el imperio de las drogas de Walter White, además de sabotear el seguro de Chuck que lo llevó a ser expulsado de HHM y finalmente a suicidarse. Saul declara como James McGill y deja su nombre comercial, mientras admite que mintió sobre información adicional sobre Howard porque quería que Kim estuviera allí mientras admitía todo. 
Algún tiempo después, Kim visita a Jimmy en prisión, en Colorado usando su antigua tarjeta que no tenía vencimiento. Comparten un cigarrillo juntos y él la despide con su seña de pistolas en los dedos cuando ella se va. Sin embargo, Kim aún enfrenta potencialmente una demanda civil de Cheryl con Bill Oakley diciéndole a Jimmy que Cheryl está "haciendo compras de abogados mientras hablamos" para perseguir a Kim por todo lo que tiene y tendrá.

## Ethics Training with Kim Wexler
AMC publicó diez miniepisodios de Ethics Training with Kim Wexler (en español, Formación ética con Kim Wexler) junto con la quinta temporada de Better Call Saul, que fueron presentados tanto en YouTube como en las redes sociales de AMC. Esta serie es similar a Los Pollos Hermanos Employee Training w/ Gus Fring (en español, Entrenamiento de empleados de Los Pollos Hermanos con Gus Fring) para la tercera temporada y Madrigal Electromotive Security Training (en español, Entrenamiento de seguridad de Madrigal Electromotive) presentado por Mike Ehrmantraut para la cuarta temporada. Los videos de formación ética se presentan como videos de educación continua mezclando segmentos de acción en vivo de Kim, con Jimmy filmándola «entre bastidores» junto con segmentos animados, y son un producto de «Saul Goodman Productions». Los segmentos animados incluyen guiños tanto a Better Call Saul como a Breaking Bad.

## Recepción
Debido a la popularidad de Kim Wexler en Better Call Saul, el creador Vince Gilligan insinuó una posible serie derivada sobre ella, también dijo que una serie de Wexler es la más probable que se haga, diciendo, «Si fuéramos a hacer otro programa sería el de Kim».
Salon comentó el papel de Kim Wexler en la cuarta temporada, diciendo: «Es precisamente por eso que Kim se ha convertido en la heroína de esta temporada. Con su emblemática cola de caballo, su sensato traje y unos tacones que son lo suficientemente bajos para pulir su aspecto pero lo suficientemente altos para sugerir un olor a peligro, Kim es alguien que se enorgullece de trabajar duro y hacer un buen trabajo pero que en algún momento se da cuenta de que no está haciendo lo suficiente».
Por sus actuaciones en las temporadas 1 y 2, Rhea Seehorn ganó el Premio Satellite a la mejor actriz de reparto en serie, miniserie o telefilme en 2015 y 2016.
La actuación de Seehorn durante la quinta temporada fue muy elogiada, en particular por la escena final de «Bad Choice Road» en la que se enfrentó a Lalo por Jimmy, y su interpretación de una Kim que podría estar «volviéndose mala» a ella misma en su última escena de «Something Unforgivable». Brian Lowry, de CNN, dijo: «Este ha sido, en esencia, el año de Seehorn, cristalizando lo que ha atraído a Kim hacia Jimmy, y sus crecientes temores de que sus actividades la pusieran en peligro». Varios críticos consideraron que Seehorn fue ignorada injustamente por los Premios Primetime Emmy de 2020. Brian Tallerico, de Rolling Stone, se refirió al trabajo de Seehorn como «una de las mejores actuaciones en cualquier programa de la última década» y Liz Shannon Miller, de Collider, escribió, «Seehorn duele después de entregar el mejor trabajo de su carrera; el viaje de Kim Wexler en la quinta temporada fue una experiencia desgarradora, incluso escalofriante».